# Карпенко, Анатолий Леонидович
Анато́лий Леони́дович Карпе́нко (укр. Анатолій Леонідович Карпенко; 8 ноября 1948 — 22 января 2017) — капитан 1 ранга ВМС Украины, военный разведчик, первый командир 7-й отдельной бригады специальных операций ВМС Украины (нынешний 73-й морской центр специальных операций), градоначальник Очакова в 2002—2006 годах.

## Биография
Родился 8 ноября 1948 года в Ленинграде. Окончил Ленинградское высшее военно-морское училище подводного плавания имени Ленинского Комсомола в 1972 году. Прослужил на флоте 31 год, в том числе 25 лет в спецназе ВМС, прошёл путь от командира разведывательной группы до командира бригады. Капитан 1-го ранга ВМС Украины.

### СССР

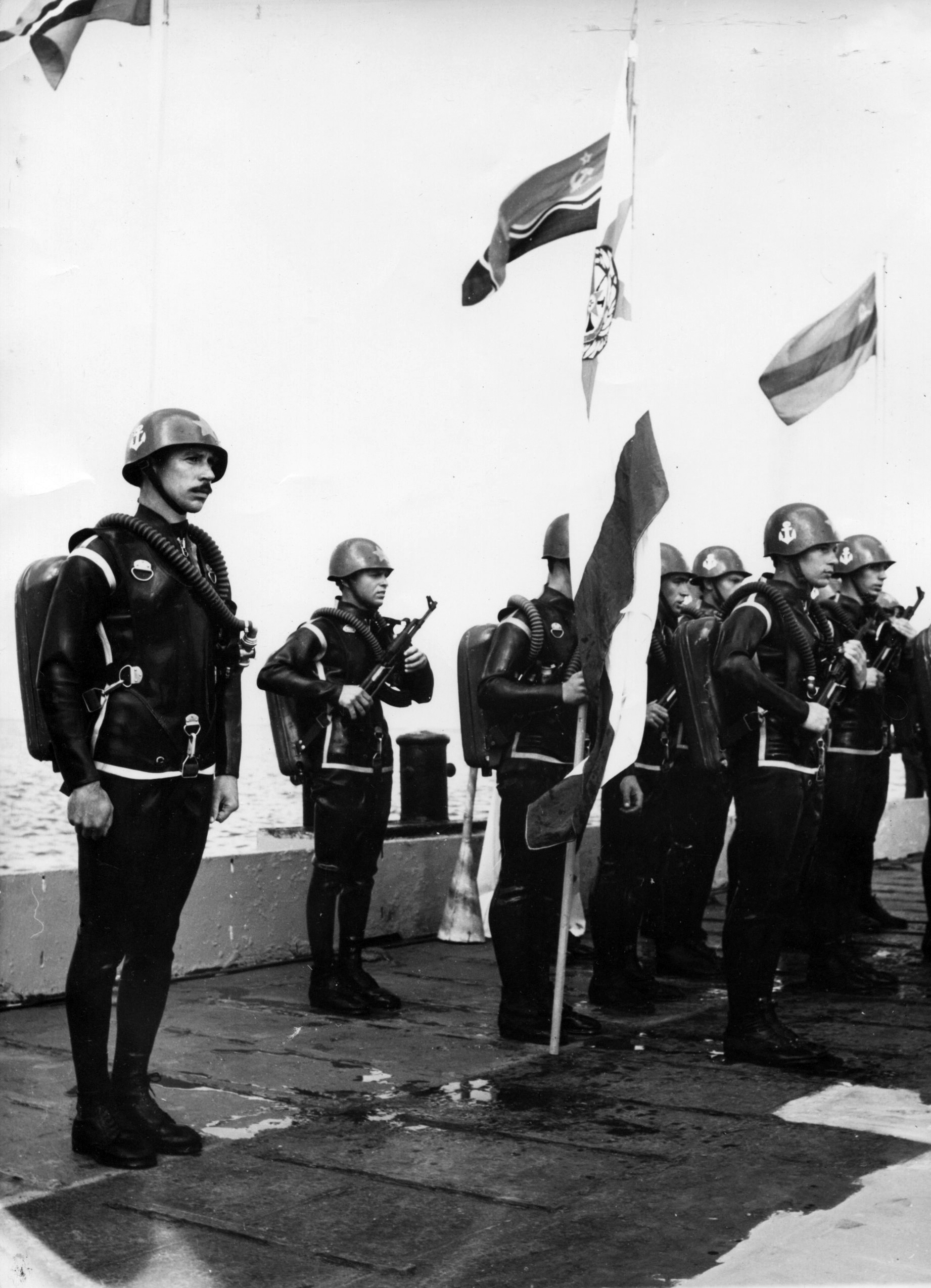
Водолазы-разведчики 17-й отдельной бригады специального назначения Черноморского флота ВМФ СССР, крайний слева Анатолий Карпенко

После окончания училища служил на подводной лодке Б-70 Северного флота. С февраля 1973 года — военнослужащий 17-й отдельной бригады специального назначения Черноморского флота. Вместе со своим подразделением участвовал в широкомасштабных учениях ВМФ СССР «Запад-73», «Крым-76», «Берег-77». В 1976 году, будучи старшим лейтенантом и командиром разведывательно-диверсионной группы, за успешное выполнение заданий в ходе учений «Крым-76» Карпенко был произведён в капитан-лейтенанты и назначен командиром 1-го отряда.
С 17-й бригадой Карпенко участвовал в выполнении разных военных и государственных заданий. В апреле 1974 года личный состав бригады совершил первое десантирование в водолазном снаряжении с самолёта Ан-12, а в 1975 году — первый выход с подводной лодки на носителе «Сирена-У» через торпедный аппарат на ходу. В 1975 году бригада выполняла спецзадания на Кубе и в Египте, а в 1978 году вместе с группой «А» 7-го управления КГБ СССР обеспечивала безопасностью советской делегации на XI международном фестивале молодёжи и студентов в Гаване.

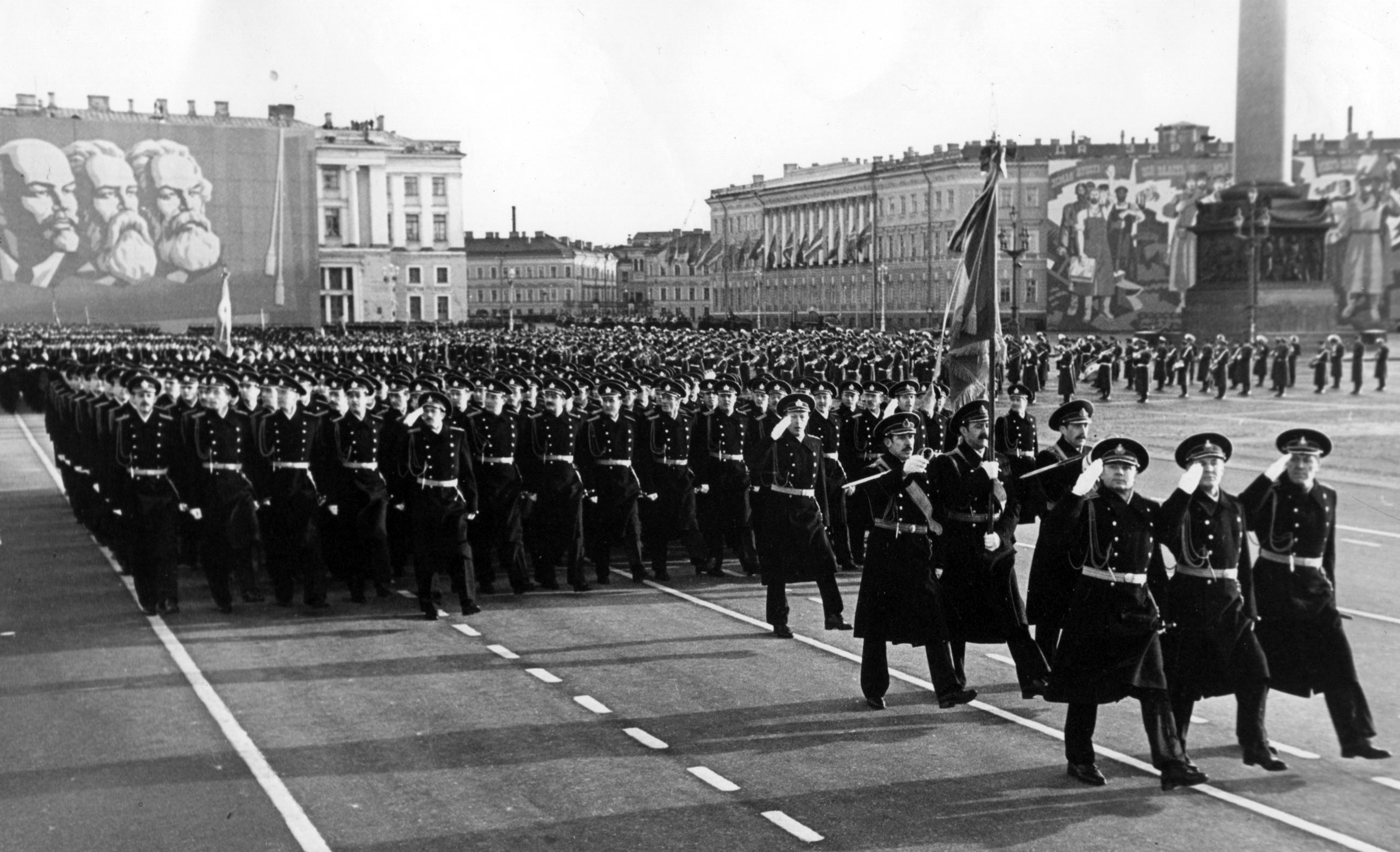
Курсанты Военно-морской академии имени А. А. Гречко на параде 7 ноября 1983 года в Ленинграде

В 1982—1984 годах — слушатель курсов в Военно-морской академии имени А. А. Гречко, после окончания академии проходил службу в разведывательном управлении штаба Черноморского флота. В 1987 году назначен командиром 17-й отдельной бригады специального назначения Черноморского флота СССР (1464-й отдельный морской разведывательный пункт специального назначения с 1 января 1990 года), которая считалась одной из лучших частей разведки ВМФ благодаря подготовке, значительно выделявшейся на фоне других частей спецназа. На острове Первомайском отрабатывались новые способы доставки водолазов-разведчиков в тыл противника, испытывались новые подводные буксировщики и способы воздушного десантирования на воду. Помимо выполнения заданий по боевой подготовке, на базе бригады велась подготовка водолазов для группы «В» 7-го управления КГБ СССР.
Во время августовского путча штаб бригады разработал план эвакуации семьи Михаила Горбачёва с его дачи в Форосе на остров Первомайский, однако командование флотом не дало распоряжения на это.

### Украина
6 апреля 1992 года на заседании Совета национальной безопасности Украины под руководством президента Украины Леонида Кравчука был подписан указ № 209 «О неотложных мерах по строительству вооружённых сил», вторым пунктом которого предусматривалось формирование ВМС Украины на базе сил Черноморского флота, дислоцированных на территории Украины. 9 апреля 1992 года около двух третей офицерского состава и все военнослужащие 1464-го разведывательного пункта принесли присягу на верность Украине. По словам Карпенко, это было следующим образом:

8 апреля меня вызвали на прямую связь с Киевом и сказали, что необходимо сегодня принять присягу. Я ответил: «Для принятия окончательного решения мне нужен один час». Построив всю бригаду на плацу, задал вопрос: «Принимаем присягу?», на что получил единодушный ответ: «Да». После скомандовал: «Не желающим принимать присягу выйти из строя на три шага». Вышли 18 офицеров и мичманов, которые еще 7 месяцев назад подали рапорта на увольнение и переход на работу в службу безопасности Черноморского морского пароходства. После этого было объявлено, что присяга состоится 9 апреля, в 9.00 на плацу, форма одежды – парадная. Через час я докладывал в Киев о принятом решении.

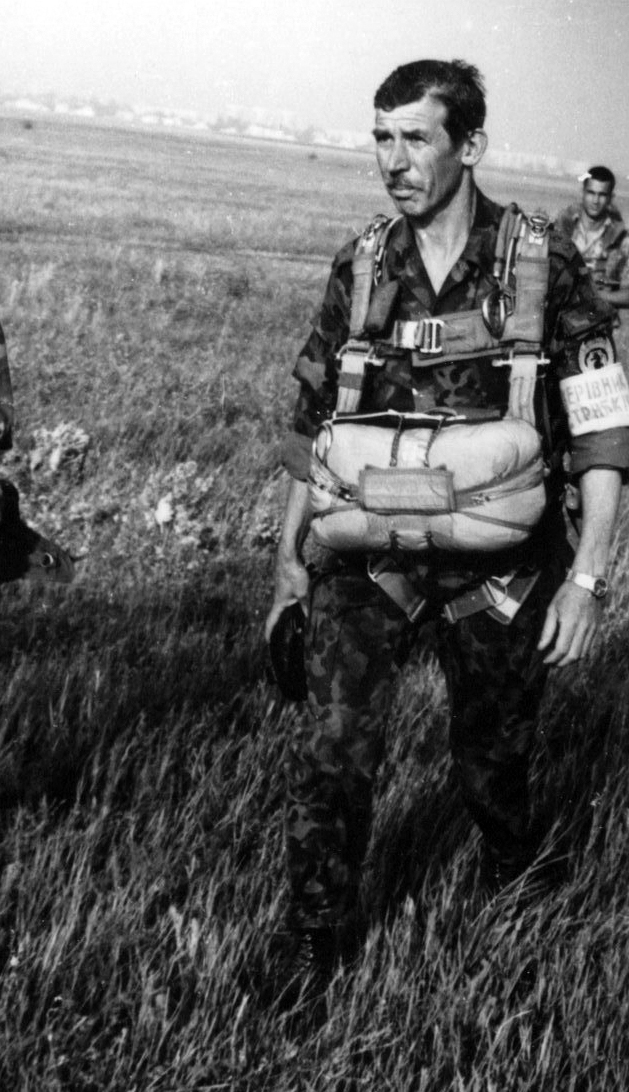
Карпенко на учениях по прыжкам с парашютом в 1990-е

Карпенко провёл большую работу по подготовке личного состава к этому важному решению, причём всё это проходило в обстановке крайней секретности и предусматривало контакты с высшим политическим руководством страны. Усилиями Карпенко присягу принесли также другие части Очаковского гарнизона. Сам капитан также принял меры по недопущению вывоза техники Очаковского дивизиона консервации кораблей охраны водного района на Крымскую военно-морскую базу. После перехода части под юрисдикцию ГУР ГШ ВС Украины 1464-й центр стал 7-й отдельной бригадой специальных операций ВМС Украины.

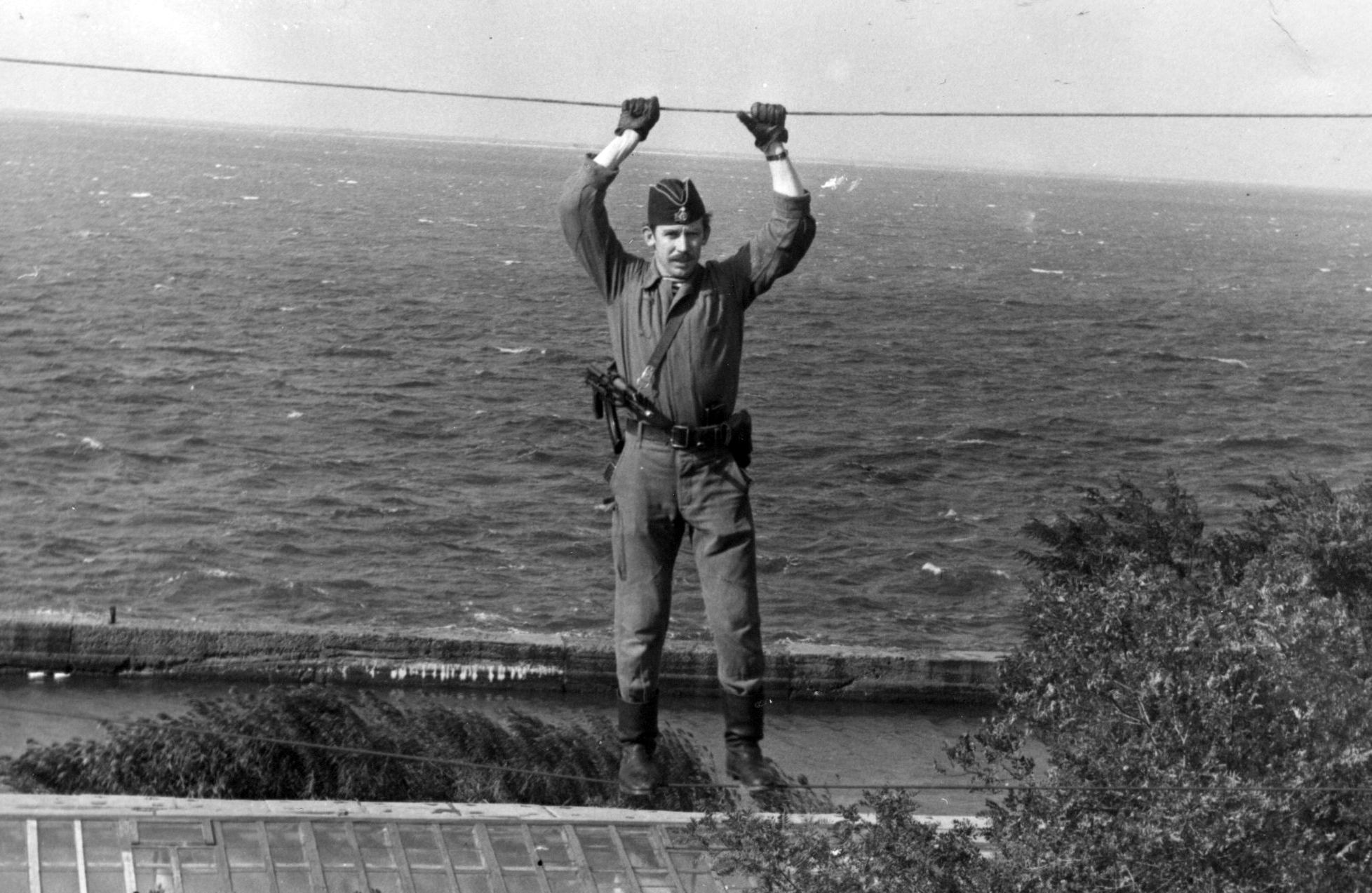
Полоса препятствий на острове Первомайский

По словам Карпенко, в том же 1992 году командование Черноморского флота ВМФ России попыталось не допустить перехода частей Севастопольского гарнизона под юрисдикцию Украины. Карпенко говорил, что на офицеров, которые принесли присягу ВМС Украины, командование оказывало давление, снимая их с квартирного учёта и увольняя в запас. Ходили слухи о намерении вывести бронетехнику 810-й бригады морской пехоты на улицы Севастополя. В ответ на это руководство ВС Украины решило направить части 7-й бригады в Севастополь в качестве «сдерживающего противовеса» (в том числе артиллерийский катер и большой водолазный морской катер с водолазной техникой и подводными носителями типа «человек-торпеда»). Части разместились в Казачьей бухте и организовали водолазные спуски на носителях на глазах у всего города. Карпенко, переговорив с командиром 810-й бригады морской пехоты, договорился избежать противостояния любой ценой. На следующий день после прибытия частей Карпенко встретился в штабе с командующим Черноморским флотом Игорем Касатоновым, с которым обсудил ситуацию и самел урегулировать все недопонимания. Как позже выяснилось, Касатонов просто хотел лично убедиться в решительности и готовности подразделений ВМС Украины к фактическим действиям. Ещё через два дня все части 7-й бригады вернулись в Очаков. Однако в дальнейшем эта история породила массу кривотолков и слухов.
В августе — сентябре 1992 года разведгруппа специального назначения 17-й бригады вместе со спецподразделением СБУ «Альфа» участвовала в операции «Щит Украины» по обеспечению доставки из Канады на Украину «гривенного» груза на сухогрузе «Пётр Алейников». Также очаковские водолазы под руководством Карпенко участвовал в ликвидации аварии водостока в Харькове и разминировании акваторий (торпеды под Одессой, авиабомбы в районе херсонского элеватора, морские мины времён Первой мировой войны в дельте Дуная под Измаилом). В 1997 году Карпенко после личной беседы с командующим ВМС Украины контр-адмиралом М. Б. Ежелем ушёл в отставку. Позже он обосновывал это тем, что в стране росло «засилье приспособленцев, которые ставят личные интересы выше служебных».

### После отставки
После увольнения с военной службы Карпенко продолжал поддерживать связь с бригадой, оказывая методическую и организационную помощь командованию, а также обращаясь к военному и политическому руководству с предлоениями о создании объединённого антитеррористического подразделения сил специальных операций. В 2002—2006 годах — городской голова Очакова, занимался не только вопросами развития экономики и инфраструктуры, но и развитием культуры. В 2004 году выступил против теневой приватизации острова Первомайский коммерческими структурами (к тому моменту бригаду перевели в один из военных городков Очаковского гарнизона. Также был членом «Союза ветеранов военной разведки Украины».
Скончался 22 января 2017 года.